# Bela Breiner
Bela Breiner (n. februarie 1896, Oradea – d. martie 1940, București, România) a fost un activist comunist român, membru al Partidului Comunist din România (PCdR).
A fost organizator al tipografiilor ilegale ale partidului PCdR, după scoaterea acestuia în ilegalitate în anul 1924.
A fost Secretar General al partidului PCdR în anul 1940 și a fost succedat de politicianul comunist Ștefan Foriș
A fost în detenție la Doftana datorită statutului de ilegalist.